# مقام البعاج
مقام البعّاج هو مقام أثري يقع في مدينة عجلون في محافظة عجلون شمال الأردن، على بعد حوالي 70 مترًا من مسجد عجلون الكبير. يعود تاريخه إلى الحقبة المملوكيّة المتأخرة، وهو منسوب إلى أحد شيوخ المنطقة، وهو الشيخ محمد بن أحمد بن الشيخ بن مسلم الصمادي البعّاج.

## التصميم
تبلغ أبعاد المقام من الخارج 19.4 مترًا بالطول و 11.4 مترًا بالعرض. يتّخذ مُخطط البناء شكلاً مستطيلًا، وهو مقسوم بأقواس يقع تحتها القبر باتجاه شرق-غرب. كما توجد قبة بالجهة الجنوبيّة من البناء مرفوعة على حنية مقرنص. أما الجهة الشماليّة، فهي عبارة عن غرفة مسقوفة بعقد مُصلَّب مُسطَّح. ولقد تم بناء المقام من الحجر الكلسي المُعاد استخدامه رُبّما من الفترة الرومانيّة بثلاثة عشر مدماكًا، كما تم استخدام عناصر من أعمدة قديمة لكنيسة بيزنطيّة في المحراب، ولقد تمّت تغطية الجدران الداخليّة العلويّة الحاملة للقبّة والأقواس حديثًا باستخدام المونة.
يقع المدخل ضمن الواجهة الشماليّة، ويعتليه قوس مُدبَّب، كما يُنصّف هذا المدخلُ الواجهةَ حيث يقع على محور المحراب، ويمكن الولوج إليه عبر عدّة درجات. تحوي هذه الواجهة أيضًا على نافذتين، كما تقع نافذة مستطيلة صغيرة أعلى المحراب في الواجهة الجنوبيّة المقابلة.

## الاستخدام
يُستخدم المقام نادرًا لتعليم القرآن الكريم، ولكنه مهجور بشكل عام. ويوجد نقش كتابي على الواجهة الشماليّة ذات الحجر الوردي والأصفر يؤكد على أن هذا المقام تم بناؤه في الفترة المملوكيّة المتأخرة في القرن الرابع عشر، حيث كان الشيخ البعّاج يُدرِّس علوم الدين، وعند وفاته دُفِن داخله. 

## وصلات خارجية
- صورة جوية للمقام في عجلون، ويكيمابيا
- الوقف الإسلامي في محافظة عجلون، وزارة الثقافة الأردنية